# آيلا بلير
آيلا بلير (بالإنجليزية: Isla Blair)‏ هي ممثلة بريطانية، ولدت في 29 سبتمبر 1944 في بنغالور في الهند.

## أعمال

### أفلام
- (1989) إنديانا جونز والحملة الأخيرة[6]
- (1990) جزيرة الكنز
- (2011) جوني إنجلش ريبورن[7]

## وصلات خارجية
- آيلا بلير على موقع IMDb (الإنجليزية)
- آيلا بلير على موقع ألو سيني (الفرنسية)
- آيلا بلير على موقع ميوزك برينز (الإنجليزية)
- آيلا بلير على موقع أول موفي (الإنجليزية)
- آيلا بلير على موقع قاعدة بيانات الأفلام السويدية (السويدية)
- آيلا بلير على موقع إن إن دي بي (الإنجليزية)
- آيلا بلير على موقع قاعدة بيانات الفيلم (الإنجليزية)
- آيلا بلير على موقع كينوبويسك (الروسية)